# Eduard Elias
Eduard Maurits Elias (Amsterdam, 12 september 1900 — Den Haag, 14 januari 1967) was een Nederlandse columnist, journalist en schrijver van Joodse afkomst.
Na het Stedelijk Gymnasium in 's-Hertogenbosch studeerde hij rechten aan de universiteit van Leiden. Tijdens zijn universitaire opleiding begon hij reeds belangstelling te tonen voor literatuur en in 1924 produceerde hij zijn eerste literaire werk. Ook kreeg hij interesse in het zionisme met als gevolg dat hij redacteur werd bij De Joodsche Wachter, het blad van de Nederlandse Zionistenbond. Voorts gaf Elias er de voorkeur aan zich Israëliet te noemen in plaats van zichzelf als Jood te afficheren.
Hij studeerde in 1927 af en startte in 1928 zijn werkzame leven met een baan in de journalistiek, een vak dat hij met een onderbreking tijdens de Tweede Wereldoorlog zijn gehele verdere leven zou uitoefenen. Hij werkte achtereenvolgens bij de Nieuwe Rotterdamsche Courant (als aankomend redacteur binnenland), bij de Provinciale Groninger Courant - later opgegaan in het Nieuwsblad van het Noorden - en ten slotte bij het Haags dagblad Het Vaderland waar hij zijn cursiefjes schreef onder de pseudoniemen Hendrik Hagenaar en Flaneur. In 1939 vertrok Eduard Elias, bezorgd over de oorlogsdreiging, eerst naar de Verenigde Staten en vervolgens naar Curaçao waar hij als ambtenaar werkte voor het Netherlands Information Bureau. Na zijn terugkeer in 1945 trad Elias in dienst bij Elseviers Weekblad, waar hij meerdere rubrieken verzorgde onder de pseudoniemen Flaneur en Edouard Bouquin en waarmee hij pagina 2 goeddeels vulde met zijn rubriek Praetvaeria.
Tegelijkertijd bleef hij verbonden aan Het Vaderland waar hij zijn vaste rubrieken had: Hendrik Hagenaars Hoek en Flitsen van Flaneur. Hij leverde ook journalistieke bijdragen aan vele andere kranten, onder pseudoniemen als Floris Flaneur, Broer Jan, Tartarin, Canteclaer, Doesje, Bellenblazer, Pieter Pienter en Bernard Buitenhof. Alleen zijn rubriek Maandag, vanaf 1 juni 1965 in het Algemeen Dagblad ondertekende hij bij wijze van uitzondering met zijn eigen naam. Daarbuiten schreef hij, in opdracht van de meest uiteenlopende ondernemingen, boekjes voor reclame-doeleinden. Slechts twee boeken verschenen onder pseudoniem, voor de overige titels tekende hij als Mr. E. Elias. Eduard Elias was mede-oprichter van het satirisch tijdschrift Mandril. Maandblad voor mensen (1948-1953) en had op Curaçao  ook meegewerkt aan het literaire tijdschrift De Stoep.
Zijn productiviteit was bekend. Anton Koolhaas typeerde hem in een necrologie als ‘een stukjesfabriek’. Godfried Bomans was milder: “In zeker tien bladen schreef hij wekelijks dat hij niets uitvoerde. Hij heeft zich een ongeluk gewerkt om dat vooral maar aan te tonen”. Toch schreef hij onveranderlijk in een soms wat badinerende toon, maar altijd in een uiterst verzorgde stijl.
Op 14 januari 1967 kreeg Eduard Elias een hartaanval op het Hollands Spoor in Den Haag, net na het instappen in de trein naar Brussel vanwaar hij een journalistieke reis naar Tunis zou beginnen. De noodrem weigerde en in Delft bleek Elias te zijn overleden. Hij werd in vrijwel alle landelijke en regionale kranten herdacht. Op 17 januari werd hij begraven op de Joodse begraafplaats in Wassenaar. Den Haag eerde Eduard Elias met het joyeuze beeldje Flaneur (Theo van der Nahmer 1968) op het Lange Voorhout, waarop, behalve zijn naam en jaarcijfers, ook gebeiteld staat: “Ik zie rond … en glimlach.”

## Bibliografie

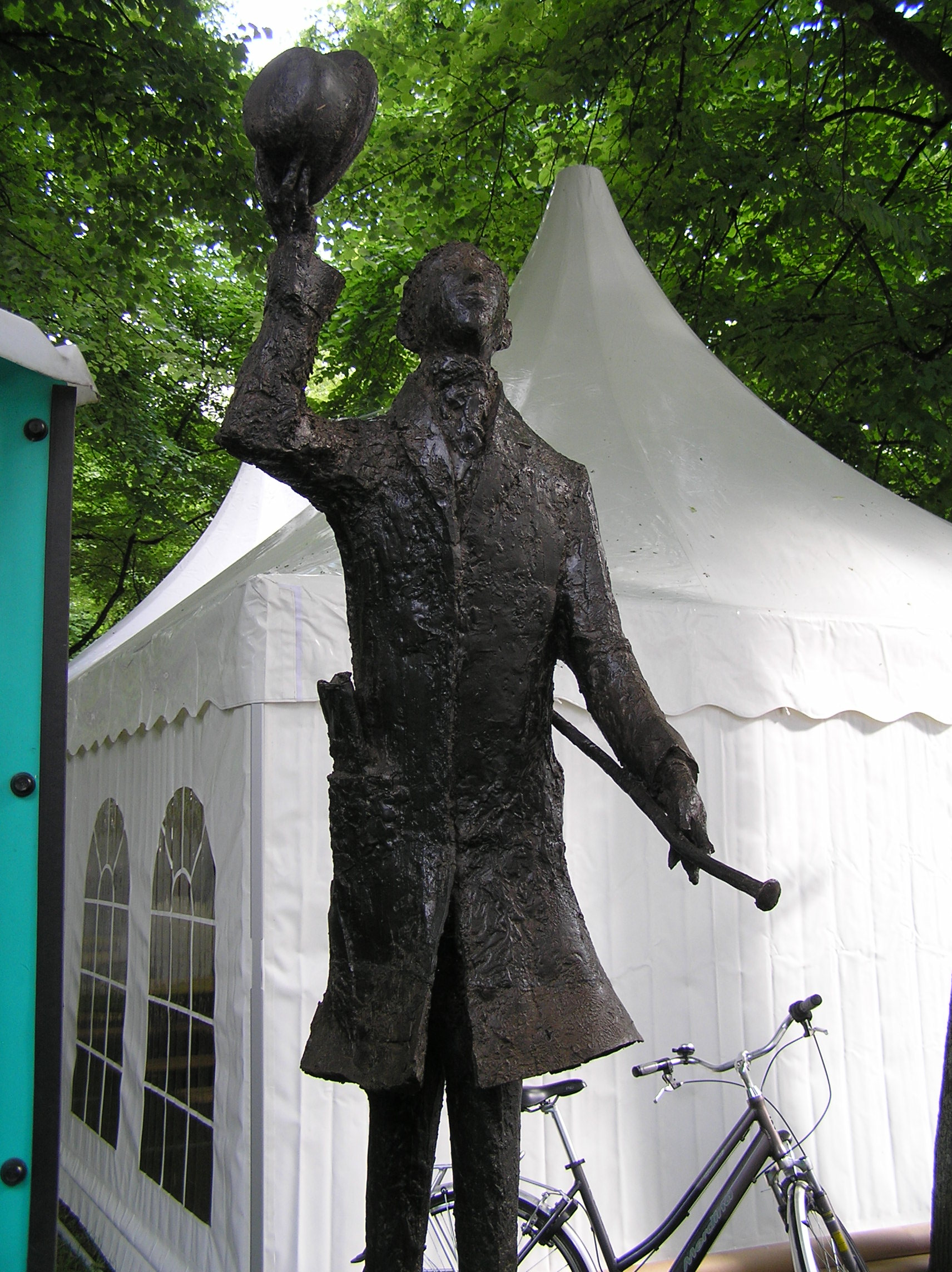
Flaneur, standbeeld door Theo van der Nahmer aan het Lange Voorhout in Den Haag, ter nagedachtenis aan Eduard Elias